# Europeisk stadga om landsdels- eller minoritetsspråk
Europeisk stadga om landsdels- eller minoritetsspråk (European Charter for Regional or Minority Languages) är ett mellanstatligt avtal ingånget 1992. Syftet är att skydda och gynna traditionella landsdels- och minoritetsspråk.
Det ska finnas möjlighet för de som talar dessa språk att bland annat nyttja dem vid utövande av sina medborgerliga rättigheter och fullgörande av sina skyldigheter. Även minskning av diskriminering är ett viktigt mål. Det är Europarådets uppgift att se till och kontrollera att stadgans bestämmelser beaktas och följs. 
Minoritetsspråksstadgan är uppbyggd av 23 olika artiklar. De länder som godkänner stadgan får själva underteckna och välja frivilligt vilka artiklar som ska godkännas. 1998 trädde stadgan i kraft efter att fem länder hade ratificerat den.

## Sverige
År 2000 ratificerade och godkände den svenska regeringen stadgan och Sverige godkände då samiska, finska, tornedalsfinska (meänkieli), jiddisch och romani som officiella minoritetsspråk i landet.